# Холодный батик
Холодный батик — одна из разновидностей батика.  Эта техника росписи по ткани использует специальный резервирующий состав.
Холодный батик основан на том, что при этом способе росписи тканей все формы рисунка, как правило, имеют замкнутую контурную обводку (резервирующим составом), что придает своеобразный характер рисунку. Для нанесения на ткань контура рисунка применяют стеклянные трубочки, либо же более современную версию - резервирующий состав в тюбике. Наиболее распространенная и удобная в работе трубочка с загнутым тонким концом и резервуаром, расположенным ближе к её рабочей части. Резервуар представляет собой шаровидное утолщение и служит для запаса резервирующего состава. Загнутый конец трубочки должен иметь тонкие стенки, так как ширина контура зависит не только от величины отверстия, но и от толщины трубочки.

## Технология холодного батика
Большое значение для качества наводки контура имеет наклон кончика трубочки: он должен быть загнут под углом 130°. Если он загнут под более тупым углом, то при работе трубочку приходится держать почти перпендикулярно к плоскости ткани. При этом напор резервирующего состава усиливается, что может привести к непредвиденному растеканию резервирующего состава по ткани (т. е. к браку). В местах более замедленного движения и в начале линии обычно получаются капли. Поэтому вести трубочку по ткани следует равномерно, а в начале работы быстро опускать на ткань, не дожидаясь образования капли. Отнимая трубочку от ткани, её переворачивают носиком вверх, и резервирующий состав уходит из кончика. Противоположный конец трубочки должен быть слегка приподнят, чтобы резервирующий состав не пролился на ткань. После того как Контур наведен, рисунку дают просохнуть. Более чем на 24 часа оставлять незакрашенным наведенный рисунок на ткани не рекомендуется, так как в этом случае резервирующий состав дает ореол вследствие выделяющегося жира и краска при заливке не подходит вплотную к контурной наводке.
Заливка рисунка краской производится кистями или трубочками. При заливке необходимо обратить внимание на то, чтобы большие и малые участки рисунка получали одинаковое насыщение краской, в противном случае они все будут разной светлоты или на них появятся ореолы и разводы.
Холодный батик основан на применении резервирующих составов, ограничивающих растекаемость краски по полотну. Художественная особенность этого способа росписи в том, что обязательный цветной контур придает рисункам четкий графический характер. При этом количество цветов не ограничивается. Резервирующий состав наносят на ткань в виде замкнутого контура. Хорошее проникновение резерва в ткань - важнейшее условие в контурной росписи. Если при нанесении контура останутся пропуски и разрывы, краска выйдет за пределы рисунка. При работе на плотной ткани наводят толстый контур, а на прозрачных, легких тканях - более тонкий. После того как контур рисунка наведен, ему дают просохнуть. Перед нанесением краски необходимо проверить качество наведения резерва на изнаночной стороне образца, капнув вовнутрь каждой формы воды. Если в каком-либо месте вода пробивает резерв, этот участок образца следует просушить и навести резерв вторично, но уже по изнаночной стороне. После этого снова проверьте качество линии.Начинать заливку цветом следует с самых светлых тонов, чтобы легче было перекрыть более темным тоном нежелательный брак. При этом не следует забывать, что участки рисунка необходимо равномерно насыщать краской, чтобы не образовывались разводы.

## Виды техник
- «Классический» — выполняется методом наводки резервом замкнутых плоскостей, сродни витражу, с однослойной росписью.
- «Многослойный» — выполняется аналогично витражу, но расписывается в несколько слоёв.
- «Незамкнутая графика» — роспись проходит без использования замкнутых плоскостей, методом разрыва резервной линии, с прониканием цвета одной плоскости в цвет другой плоскости.
- «Свободная роспись» («Акварельная техника») — расписывается в акварельной технике по специальному покрытию на шелке, без резерва. «Холодный» батик самый доступный и выразительный, вследствие чего широко применяется как при росписи изделий утилитарного назначения, так и при работе над авторскими панно[1].